# Bernat Batle i Amengual

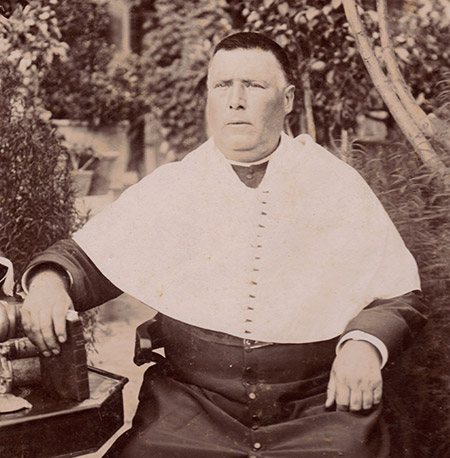
Detall d'una fotografia de mossèn Bernat Batle Amengual, cedida pels seus descendents. La fotografia sencera es troba publicada a: SALAS MASCARÓ, Bartomeu. "Mn. Bernat Batle Amengual". A V Jornades d'Estudis Locals de Bunyola. Actes. 22 i 23 de novembre de 2019. Bunyola: Ajuntament de Bunyola, 2020. p.143.

Bernat Batle i Amengual (Orient, Mallorca, 6 de gener de 1860 - Pont d'Inca, Mallorca, 7 de desembre de 1945) va ser un escriptor, prevere i pedagog mallorquí.
Nascut en el si d'una família benestant, era el quart de cinc germans, fill de Lluc Batle Cabot i Maria Magdalena Amengual Mateu, propietaris de la possessió de Son Bernadàs, als afores d'Orient (Bunyola). Cursà estudis eclesiàstics al Seminari Conciliar de Mallorca i, posteriorment, aconseguí el títol de Mestre de Primer Ensenyament i es va llicenciar en Teologia a la Universitat de València.
Exercí com a mestre de Religió i Moral a l'Escola Normal de Mestres de Balears a Palma de Primera ensenyança i com a professor de Llatí. Es va ordenar sacerdot el 1884 i tot seguit ocupà la plaça de capellà de l'Hospital Provincial fins a l'any 1902. Posteriorment, des de 1906 fins a la seva mort l'any 1945, fou capellà i mestre del col·legi de monges dominicanes de Santa Teresa des Pont d'Inca, a Marratxí, on fixà la residència. Onze anys més tard, el 1917, va ser nomenat Consiliari de la Secció d'Obrers Catòlics de Palma. Entorn de l'any 1895 va fundar el col·legi del Sagrat Cor, on s'hi impartia docència de primera i segona ensenyança, i que el 1899 s'havia incorporat a l'Institut Balear. Així mateix, el 1906 va participar com a congressista al I Congrés Internacional de la Llengua Catalana.
La producció escrita de Bernat Batle es concentra entre la darrera dècada del segle xix i les dues primeres del XX i abasta obres de creació literària, obres no literàries i articles publicats a la premsa. Publicà un total de 3 obres de narrativa: Agranadures, espigolaies i axarmins (1899), Sopes escaldades i pancuyt (1899), En Pepito Carabassa... (1901). A més, fou el curador de Brots i fulles. Trossos de prosa escohits (1903), una antologia de contes de diversos autors costumistes mallorquins.
Les obres no literàries s'emmarquen bàsicament dins l'àmbit pedagògic: Programa de Moral (1915), Programa de Religión (1915), Programa de Historia Sagrada (1916) i Nociones de Història Sagrada (1916). També cal apuntar que publicà el "Pròlech" a l'obra d'Antoni García Rover Enginys literaris en vers y prosa (1904).
Com articulista, fou força més prolífic. Des de 1897 a 1913 publicà un centenar d'articles a la premsa periòdica de Mallorca, la majoria contarelles costumistes en català dialectal. Col·laborà a Mallorca Dominical (1897-1901), a Magisterio Balear (1901), a Es ca d'Inca (1904), al setmanari Sóller (1910-1913) i a El Felanigense
Menció a part mereixen les obres inèdites o atribuïdes. Aquestes obres no publicades les trobam citades com a "inèdites" o "en preparació" a les contracobertes de les seves edicions impreses, però no es té cap constància que fossin editades i tampoc no se n'ha pogut localitzar cap exemplar físic. En l'àmbit literari apareixen 3 títols: Moraduix, herbassana y vinagrella, Poncelles y flors i Cuadrets de Mallorca. Més nombrosos són els treballs que fan referència a l'àmbit filològic: Curso completo de gramática castellano-latina, Diccionari de sinònims mallorquins, Gramática elemental de la lengua mallorquina, Taula de ditxos, frases y refranys mallorquins, etc.
Bernat Batle es caracteritza per usar un català dialectal, evidentment prenormatiu, però força acurat i molt proper a les formes de la literatura de tradició oral.
- Fotografia de Bernat Batle apareguda al Setmanari Sóller l'any 1935 amb motiu de la participació a l'especial amb motiu de la celebració del 50è aniversari del periòdic.
- Agranadures, Espigolayes y Axarmins, publicat l'any 1899. Exemplar de la Biblioteca Alemany de Palma (Illes Balears).
- Reproducció de la coberta del Programa de Religión de 1915.
- Capçalera del setmanari Mallorca Dominical (1897-1901).